# Glycyphana leucogastra
Glycyphana leucogastra är en skalbaggsart som beskrevs av Miksic 1967. Glycyphana leucogastra ingår i släktet Glycyphana och familjen Cetoniidae. Inga underarter finns listade i Catalogue of Life.